# Stegania dalmataria
Stegania dalmataria là một loài bướm đêm trong họ Geometridae.